# 中島康晴 (NPO代表理事)
中島 康晴（なかしま やすはる、1973年10月6日 - ）はREGIONOグループ　の代表者である。
REGIONOグループ は、2006年に設立された「特定非営利活動法人 地域の絆」を源泉とするグループであり、2023年現在は「特定非営利活動法人 地域の絆」「社会福祉法人 地域の空」「株式会社 地域の家」「株式会社 地域の風」「医療法人 REGIONO」の5つの法人で構成されている。「REGIONO」はエスペラント語の「地域」を意味する。

## 来歴・活動
花園大学では、八木晃介教授（文学部教授・元毎日新聞記者）の下、社会学を中心に社会福祉学を学ぶ。100人いれば100通りの「普通」や「常識」があるにもかかわらず、一部の人からみた「普通」や「常識」に多くの人たちが搦め捕られていくことに猜疑心をもち、ソーシャルワーカーとして社会変革の必要性を訴える。人びとの尊厳保障がなされる社会構築のため2006年2月20日特定非営利活動法人地域の絆を設立し、まちづくりの拠点としてソーシャルワークの実践を展開する。独立型社会福祉士全国実践研究集会、地域包括ｹｱ全国実践研究集会、高齢者・障がい者権利擁護の集いなどで講師・シンポジスト・パネリストとして登壇し、そのほか著書、執筆、講演、2017年BSｽｶﾊﾟｰ！ﾆｭｰｽｻﾞｯﾌﾟ出演などを通し、社会福祉やソーシャルアクションについて敷衍している。
2021年12月から「ソーシャルワーカーのための相互学習の場」として、自身のYouTubeチャンネル『REGIONOグループ 代表 中島康晴の社会福祉の理論と実践』を開設している。

## 略歴
- 博士（教育学）東北大学大学院教育学研究科
- 認定社会福祉士
- 介護福祉士
- 精神保健福祉士
- 介護支援専門員

- 2006年～　特定非営利活動法人 地域の絆 設立、代表理事就任
- 2017年～  株式会社　地域の家　設立、　代表取締役就任
- 2018年～  社会福祉法人　地域の空　設立、　理事長就任
- 2021年～　株式会社　地域の風　設立、　代表取締役就任

- 2011年度～2014年度　公益社団法人 広島県社会福祉士会 会長
- 2015年度～　公益社団法人 広島県社会福祉士会 相談役
- 2015年度～　公益社団法人 日本社会福祉士会 理事
- 2017年度～2022年度　公益社団法人 日本社会福祉士会 副会長
- 2023年度～2025年度　公益社団法人 日本社会福祉士会 参事
- 広島県認知症コーディネーター
- 権利擁護センターぱあとなあ会員
- 2007年度～2013年度　福山平成大学 非常勤講師（『社会福祉援助技術』）

## 著書
- 『「出逢い直し」の地域共生社会【下巻】－ソーシャルワークにおけるこれからの「社会変革」のかたち－』（批評社、2019年11月）
- 『「出逢い直し」の地域共生社会【上巻】－ソーシャルワークにおけるこれからの「社会変革」のかたち－』（批評社、2019年10月）
- 『「ソーシャルワーカー」－「身近」を改革する人たち』 井手英策/柏木一惠/加藤忠相/中島康晴　（ちくま新書、2019年9月）
- 『地域包括ケアから社会変革への道程【実践編】―ソーシャルワーカーによるソーシャルアクションの実践形態―』（批評社、2017年6月）
- 『地域包括ケアから社会変革への道程【理論編】―ソーシャルワーカーによるソーシャルアクションの実践形態―』（批評社、2017年5月）

- 『「地域包括ケアの理論と実践」－社会資源活用術－』　（株式会社日本医療企画、2014年6月）

## YouTubeチャンネル
- 『REGIONOグループ 代表 中島康晴の社会福祉の理論と実践』（2021年12月～）

## その他執筆
- 〔分担執筆〕「認知症高齢者も安心して住める協働による地域づくり」『ボランタリズム研究vol.5』（社会福祉法人 大阪ボランティア協会　2023年10月1日発行）
- 『ソーシャルワーカーによる「出逢い直し」が「分かち合い」社会を醸成する』弱者を生まない社会へ -ベーシック・サービスの実現をめざして- （公益財団法人連合総研　2019年2月発行　P.76～P.99）
- 『ソーシャルワーク研究　Vol.44　NO.4』ダブリン世界会議にみるこれからの「社会変革」の展望（株式会社相川書房　2019年1月31日発行　P.75～P.78）
- 「ＤＩＯ」data資料　INFORMATION情報　OPINION意見　No.343（公益財団法人連合総研　2019年1月1日発行　P.6～P.11）
- 『介護チームマネジメント』特別企画「地域共生社会」における介護サービスの役割と人材開発の具体策＜後編＞　2018年1月15日号
- 『介護チームマネジメント』特別企画「地域共生社会」における介護サービスの役割と人材開発の具体策＜前編＞　2017年11月15日号）

- 「地域住民を元気に！地域に求められるデイサービスの機能と展開」　『通所＆施設 地域包括ケアを担うケアマネ＆相談員』（株式会社日総研出版　2017年5月1日号）
- 『暮らしたい場所で暮らし続ける自由を守る－新自由主義における『自由」の実相－』（生活経済政策研究所「生活経済政策」2015年1月）

- 『地域変革から社会変革への挑戦』（ミネルヴァ書房「独立型社会福祉士　－排除された人びとへの支援を目指してー」2014年8月）

- 『ソーシャルワーカーが担うべきソーシャルアクションの実践形態』（株式会社北隆館「地域ケアリング」2014年6月号）
- 『「地域包括ケアシステム」の中で認知症の人とどうかかわる？～認知症ケアの位置づけとケアマネジメント視点～』（株式会社日総研「達人ケアマネ」2013年4月30日号）
- 『通所サービス事業所として地域社会と連携する・地域に貢献するということ』（株式会社日総研出版「通所介護&リハ」2013年1月30日号）

- 『「連携」という名の育成　経営者　管理者のための「中島流人材マネジメント講座」第5回』（株式会社QOLサービス「デイの経営と運営」2012年3月25日号）

- 『育成方法の検討　経営者　管理者のための「中島流人材マネジメント講座」第4回』（株式会社QOLサービス「デイの経営と運営」2012年1月25日号）
- 『地域社会との関係性を大切にした外出支援で認知症高齢者の生活が安定【要介護4】』（株式会社日総研出版「施設ケアプランと記録の教室 」2011年11月20日号）

- 『すぐにやめない職員を採用するコツ～人材育成の要諦は採用にある～　経営者　管理者のための「中島流人材マネジメント講座」第3回』（株式会社QOLサービス「デイの経営と運営」2011年11月15日号）

- 『やる気を引き出す指導法～福祉専門職育成における要諦～　経営者　管理者のための「中島流人材マネジメント講座」第2回』（株式会社QOLサービス「デイの経営と運営」2011年9月15日号）

- 『人材マネジメントに必要な基本的な考え方　経営者　管理者のための「中島流人材マネジメント講座」第1回』（株式会社QOLサービス「デイの経営と運営」2011年7月15日号）
- 『まちづくりの拠点となる施設～地域を一体的にとらえた対人援助活動の実践』（株式会社日総研出版「達人ケアマネ」2011年6月30日号）
- 『まちづくりとしての小規模多機能ケア』（株式会社日本医療企画「介護ビジョン」2010年4月号～2011年3月号　連載）
- 『事例で学ぶ！地域連携ネットワーク―いかに地域とのかかわりを持つのか－』（株式会社日総研出版「支援・生活相談員」2010年11月1日号

- 『小規模多機能型居宅介護編』（株式会社日総研「施設ケアプランと記録の教室」2010年9月20日号

- 『地域に密着したサービスを生む「地域交流事業」の取り組み・実践のコツ』（株式会社日総研出版「通所介護&リハ」2010年3月30日号）
- 『成功する小規模多機能型居宅介護の運営』（株式会社日本医療企画「介護ビジョン」2008年9月号～2010年3月号　連載）